# Fernando Sandoval Ruiz
Fernando Sandoval Ruiz político peruano nacido en Lima el 5 de diciembre de 1965. Dirigente fundador del Partido Solidaridad Nacional, del cual es su Personero Técnico Titular y Jefe del Comando Nacional de Personeros.
Ha desempeñado el cargo de Personero Técnico Titular en los procesos electorales de los años 2000,2001,2002 y 2006.
- Datos: Q5860213